# Friedhelm Hofmann
Friedhelm Hofmann (Colônia, 12 de maio de 1942) - padre católico alemão, bispo de Würzburg nos anos 2004-2017.

## Vida
Hofmann, terceiro de quatro irmãos, frequentou a escola primária em Colônia-Vogelsang e, a partir de 1955, o Collegium Marianum do Arcebispo em Neuss . Depois de se formar no Quirinus-Gymnasium, Hofmann estudou teologia católica a partir de 1963 na Universidade de Bonn e na Universidade de Colônia.
Ele recebeu o sacramento da ordenação de Josef Frings em 3 de fevereiro de 1969 em Colônia. Ele então trabalhou como capelão em St. Peter em Colônia-Ehrenfeld. Em 1972 foi nomeado vigário da catedral e vigário paroquial da Catedral de Colônia. Ao mesmo tempo estudou história da arte e filosofia ; Em 1979 ele recebeu seu doutorado em Bonn com uma tese de história da arte sobre representações contemporâneas dos motivos do apocalipse em edifícios de igrejas desde 1945. Fil. doutorado. Desde 1978 ele também é presidente da Associação Alemã de Lourdes . Em 1980 foi eleito membro do Capítulo da Catedral de Colônia e também sacerdote da catedral. Em 18 de outubro de 1983 foi admitido na Ordem de Malta como capelão conventual honorário.  O Papa João Paulo II concedeu-lhe o título honorário de Capelão de Sua Santidade ( Monsenhor ) em 17 de março de 1984 . Em 1981 foi nomeado capelão dos artistas da Arquidiocese de Colônia e, portanto, da União dos Artistas de Colônia .
Friedhelm Hofmann é membro do VkTh desde 1963. Burgundia Bonn e membro honorário das associações estudantis católicas KDStV Ascania Bonn no CV e KDStV Burgundia (Leipzig) Düsseldorf no CV. Desde Pentecostes de 2014 ele também é membro honorário do KDStV Markomannia Würzburg no CV e desde junho de 2015 membro honorário do KStV Walhalla Würzburg no KV . Em 2015 foi aceito na Irmandade de Santa Maria dell'Anima (“Irmandade Anima”) em Roma.

### Bispo auxiliar em Colônia e bispo em Würzburg
Em 25 de julho de 1992, Friedhelm Hofmann foi nomeado bispo titular de Taddua por João Paulo II e nomeado bispo auxiliar na Arquidiocese de Colônia.. Em 13 de setembro de 1992 recebeu a ordenação episcopal do Arcebispo de Colônia, Cardeal Joachim Meisner; Os co-consagradores foram os dois bispos auxiliares de Colônia, Josef Plöger e Walter Jansen. Como vigário episcopal, foi designado para o distrito pastoral norte e para o diaconado permanente .
João Paulo II o nomeou 88º Bispo de Würzburg em 25 de junho de 2004. Hofmann sucedeu Paul-Werner Scheele , que renunciou em 2003; Desde então, o Bispo Auxiliar Helmut Bauer foi eleito administrador diocesano para o período de vacância de Sedis . A inauguração de Hofmann ocorreu em 19 de setembro de 2004 na Catedral de St. Kilian em Würzburg .
Com sua posse em Würzburg, Hofmann deixou o Capítulo da Catedral de Colônia e o clero da Arquidiocese de Colônia. Em 5 de setembro de 2004, o cardeal Meisner nomeou-o cônego honorário de Colônia .
Durante seu trabalho como bispo de Würzburg, também trabalhou como historiador da arte sobre a relação entre arte e fé.
Em 18 de setembro de 2017, o Papa Francisco aceitou o pedido do Bispo Hofmann para renunciar por motivos de idade..

## Tarefas interdiocesanas
Dom Hofmann é presidente da Comissão de Liturgia e vice-presidente da Comissão de Ciência e Cultura da Conferência Episcopal Alemã . Como presidente do subcomitê “Livro Comum de Oração e Hino” da Comissão de Liturgia da Conferência Episcopal Alemã, ele é o grande responsável desde 2002 pela criação da nova versão do Livro de Oração e Hino Louvor de Deus, que foi introduzido a partir de 1º de dezembro de 2013.

## Brasão episcopal
A cruz de Gero mostra sua ligação com a catedral de Colônia, onde foi ordenado bispo em 1992. Os campos 1 e 4, três pontas prateadas sobre fundo vermelho - o ancinho da Francônia - representam a diocese de Würzburg. Os campos 2 e 3, os raios dourados sobre fundo azul, referem-se à sarça ardente, mas também à ressurreição de Jesus Cristo.
O seu lema Crux spes unica ("A Cruz – Só Esperança"), que já tinha escolhido como bispo auxiliar, foi a declaração central de Santa Edith Stein, a quem ele altamente reverenciava .

## Lidando com agressão sexual dentro da igreja
A reação de Hofmann a um caso de abuso sexual foi vista de forma crítica, pelo que, segundo os depoimentos da vítima, ele teria tentado não permitir que a agressão sexual de um padre a um coroinha menor se tornasse pública. No entanto, ele imediatamente iniciou um processo de direito canônico. Segundo o Ministério Público responsável, Hofmann não era obrigado a apresentar queixa-crime. O processo foi encerrado em novembro de 2006 – depois que o suposto autor cometeu suicídio.

## Dotações
A professora e compositora de Bremen, Adelheid Geck, compôs o moteto Sacerdos et Ponfifex para o coro e órgão SATB para a consagração episcopal de Friedhelm Hofmann em 13 de setembro de 1992.